# Brachystele subfiliformis
Brachystele subfiliformis är en orkidéart som först beskrevs av Célestin Alfred Cogniaux, och fick sitt nu gällande namn av Rudolf Schlechter. Brachystele subfiliformis ingår i släktet Brachystele och familjen orkidéer. Inga underarter finns listade i Catalogue of Life.

## Bildgalleri

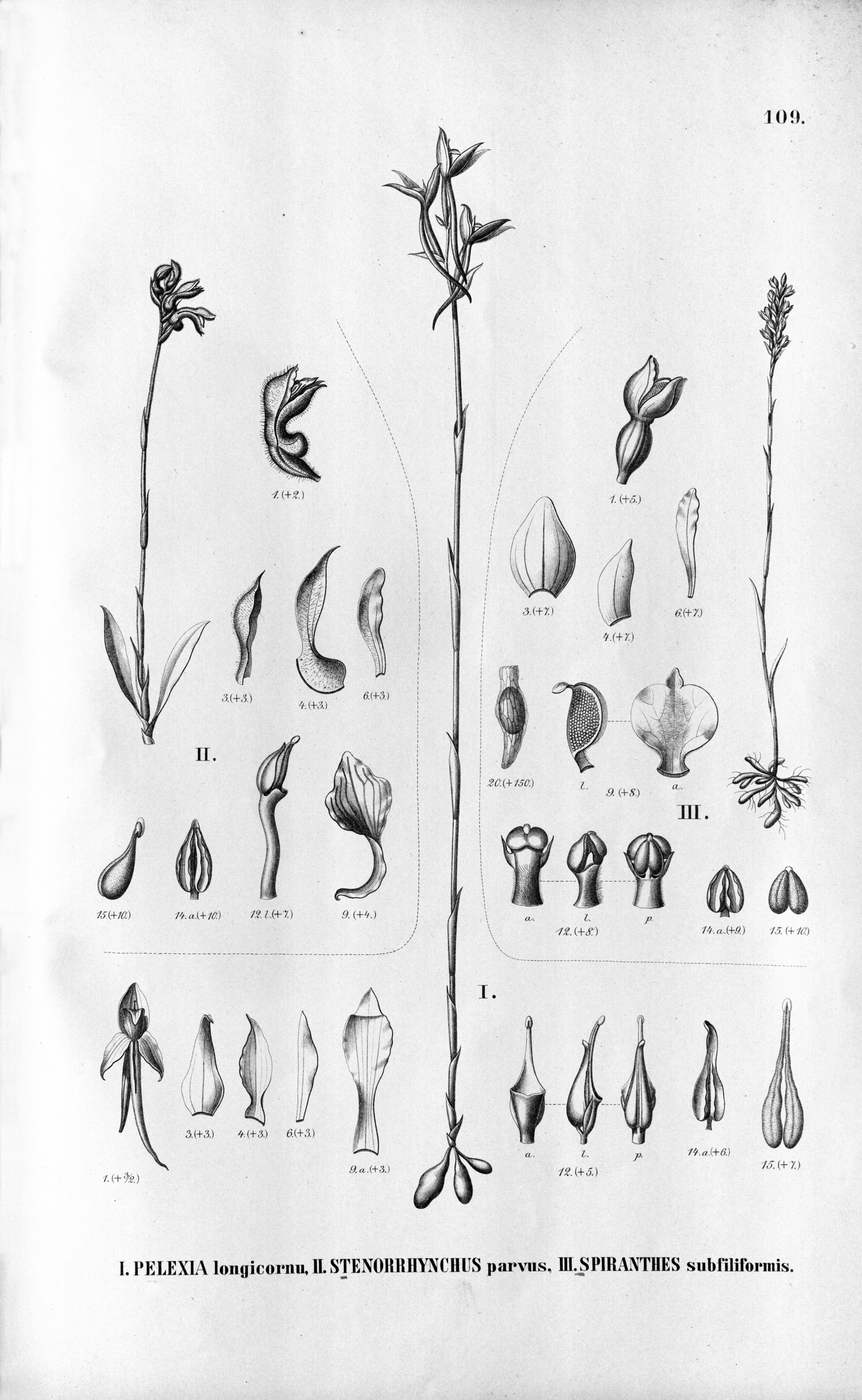